# Aitu
Nas línguas polinésias a palavra aitu refere-se a fantasmas ou espíritos, às vezes, malévolos. A palavra é comum em línguas do Leste e Oeste da Polinésia. Na mitologia de Tonga, por exemplo, ʻaitu or ʻeitu são deuses menores, muitos deles patronos de vilas e famílias específicas. Eles podem muitas vezes tomar a forma de um animal ou plantas, e são muito mais cruéis que outros deuses. Estes deuses problemáticos são de Samoa. A palavra tonga tangi lauʻaitu significa "chorar com pesar", "lamentar".
Na mitologia maori, a palavra aitu refere-se  a moléstia, calamidade, ou demônios; a palavra relacionada aituā significa "infortúnio", "acaso", "desastre". Em taitiano, aitu (sinônimo atua ou raitu) pode significar "deus" ou "espírito" (raitu é também uma palavra afetuosa dada a uma criança querida); em outras línguas, incluindo rarotonga, samoano, sikaiana, kapingamarangi, takuu, tuamotuano e niueano, aitus são fantasmas ou espíritos. Nas ilhas Cook, Aitu é também o nome de tribos antigas que vieram do leste.
Nas ilhas de Samoa, aitu significa fantasma.